# Димитър Ташев (политик)
Той е роден на 8 април 1983г в Бургас. Завършва специалност Строителство и архитектура с английски език с отличие в Професионална гимназия по строителство , архитектура и геодезия “Кольо Фичето” в Бургас и става знаменосец на випуск 2001г. Впоследствие заминава за САЩ, където завършва отново с отличие специалност “Информационни технологии” в унивеситета в Тампа, Флорида. Като част от професионалния с опит в САЩ, Ташев изработва 33 от 100 официалните страници на сенаторите във Вашингтон. Участвал е на 8 национални молитвени закуски в САЩ с президентите Буш, Обама и Тръмп. В България Ташев завършва Магистратура Бизнес Администрация в Бургаския свободен университет и втора магистратура по икономика и предприемачество от варненския свободен университет. Занимава се със строителен бизнес, като построява няколко жилищни сгради по българското черноморие. Димитър Ташев е депутат в 47мото Народно събрание (2021-2022) в парламентарната група на “Продължаваме промяната” Член е на комисиите по Регионално развитие и комисията по Туризъм и е председател на групата за приятелство с Германия. Владее отлично английски и руски език.

## Биография
Димитър Ташев е роден на 8 април 1983 г. в град Бургас, Народна република България. Завършва Професионалната гимназия по строителство, архитектура и геодезия „Кольо Фичето“ в родния си град, със специалност „Строителство и архитектура с английски език“. Впоследствие заминава за САЩ, където завършва с отличие специалност „Информационни технологии“ в Университета в Тампа, Флорида.
Димитър Ташев става член на Изпълнителния съвет на Средна европейска класа, като на местните избори през 2019 г. е кандидат за общински съветник в Бургас.
На парламентарните избори през ноември 2021 г. като кандидат за народен представител е 3-ти в листата на „Продължаваме промяната“ за 2 МИР Бургас, откъдето е избран.